# Нуди
Ну́ди (Nuda) — клас морських тварин типу Реброплави. Клас містить одну родину Beroidae, з двома родами, Берое і Неї. Вони відрізняються від інших реброплавів повною відсутністю щупалець. Beroe поширений у всіх світових океанах і морях, а монотипічний Neis лише поблизу Австралії, всі бероїди є планктонними видами.

## Анатомія
Деякі члени роду Beroe можуть досягати довжини до 30 см, хоча більшість видів і особин менші за 10 см; Neis cordigera є одним з найбільших видів в класі. Мішкоподібне тіло Бероє може бути циліндричної, або стислої в тій чи іншій мірі форми, залежно від виду, в той час як Neis дещо сплощений і характеризується парою задніх желатиноподібних «крил», які виходять за спинний стовп.
Як і в інших реброплавів, тіло нудів складається з зовнішнього епідермісу і внутрішнього гастродермісу, розділених желеподібною мезоглеєю. Мезоглея має пігменти, які дають багатьом нудам вигляд рожевого кольору; Neis cordigera може бути жовтуватого або темно-оранжево-червоного кольору.

## Інвазійні види
В кінці 1980-х гребневик мнеміопсіс був завезений в Чорне море, ймовірно, через баластові води, що призвело до зникнення місцевого анчоуса. У 1997 році був завезений інший гребневик виду Beroe ovata, що живиться мнемиопсисом. Популяція Beroe пройшла початковий вибух, поки число реброплавів стабілізувалася. Тим не менш, мнеміопсіс і берое залишаються сьогодні в Чорному морі. Те ж саме явище відбувається на початку 21-го століття в Каспійському морі.

## Розмноження
Всі види розмножуються статевим шляхом. Кожна особа має як жіночі, так і чоловічі статеві залози. Незважаючи на відсутність докладних даних, передбачається, що самозапилення є винятком серед нуд.
З запліднених яєць вилуплюються мініатюрні копії дорослої тварини, а не окремі личинкові форми.